# Adam Węgłowski
Adam Węgłowski (ur. 1975 w Ełku) – polski dziennikarz, pisarz, autor książek historycznych i kryminałów oraz twórca gier planszowych i wystaw.

## Życiorys
Absolwent I Liceum Ogólnokształcącego im. Stefana Żeromskiego w Ełku oraz Uniwersytetu Warszawskiego. 
Był redaktorem naczelnym miesięcznika „Focus Historia”, w którym zajmuje się m.in. historycznymi śledztwami. Pisuje też do m.in. „Historii Bez Tajemnic”, „Skarpy Warszawskiej”, „Przekroju”, „Tygodnika Powszechnego”, „Śledczego”, „W podróży”, „Zwierciadła”, a także portali OKO.press i Nationalgeographic.pl. Zadebiutował powieścią kryminalną Przypadek Ritterów. Współtworzył kilka ekspozycji dotyczących sztuki i historii, m.in. ogólnopolską wystawę „Chłopi w Archiwach”, przygotowaną przez Archiwum Państwowe w Warszawie. 

## Książki
- Adam Węgłowski: Przypadek Ritterów. Katowice: Wydawnictwo Szara Godzina, 2012, s. 238. ISBN 978-83-933462-3-3.
- Adam Węgłowski: Noc sztyletników. Gdańsk: Oficyna, 2016, s. 347. ISBN 978-83-64307-86-7.
- Adam Węgłowski: Bardzo polska historia wszystkiego. Kraków: Społeczny Instytut Wydawniczy „Znak”, 2015, s. 313. ISBN 978-83-240-3048-4.
- Adam Węgłowski: Żywe trupy. Prawdziwa historia zombie. Kraków: Społeczny Instytut Wydawniczy „Znak”, 2016, s. 266. ISBN 978-83-240-3470-3.
- Adam Węgłowski: Labirynt Verne'a czyli Drugie życie Kapitana Nemo. Kraków: Społeczny Instytut Wydawniczy „Znak”, 2016, s. 289. ISBN 978-83-240-4162-6.
- Adam Węgłowski: Czas mocy. Poznań: Majula, 2017, s. 415. ISBN 978-83-949502-0-0.
- Adam Węgłowski: Krew Habsburgów. Gdańsk: Oficyna, 2018, s. 345. ISBN 978-83-65891-36-5.
- Adam Węgłowski: Wieki bezwstydu. Seks i erotyka w starożytności. Kraków: Społeczny Instytut Wydawniczy „Znak”, 2018, s. 314. ISBN 978-83-240-4270-8.
- Adam Węgłowski: Wąż i krzyż. Audioteka, 2020. Brak numerów stron w książce
- Adam Węgłowski: Koala. Audioteka, 2020. Brak numerów stron w książce
- Adam Węgłowski: Czarny kogut. Gdańsk: Oficynka, 2021, s. 352. ISBN 978-83-66899-02-5.
- Adam Węgłowski: Pruski lód. Warszawa: Skarpa Warszawska, 2022, s. 352. ISBN 978-83-67343-23-7.
- Adam Węgłowski: Labirynt Verne'a, czyli drugie życie kapitana Nemo (+gra planszowa Imię Nemo). Warszawa: Instytut Polonika, 2022, s. 272. ISBN 978-83-66172-49-4.
- Adam Węgłowski: Upierz. Warszawa: Skarpa Warszawska, 2023, s. 320. ISBN 978-83-8329-021-8.
- Adam Węgłowski: Tropiciel skarbów. Fakty i mity w filmach o Indianie Jonesie. Warszawa: Skarpa Warszawska, 2023, s. 320. ISBN 978-83-8329-156-7.
- Adam Węgłowski: Pruski mur. Warszawa: Skarpa Warszawska, 2024, s. 336. ISBN 978-83-8329-329-5.
- Adam Węgłowski: Pan Kazimierz, Pani Pułaska. Warszawa: Skarpa Warszawska, 2024, s. 448. ISBN 978-83-8329-461-2.
- Adam Węgłowski: Lustro Marii. Warszawa: Skarpa Warszawska, 2025, s. 304. ISBN 978-83-8329-778-1.